# Anton Gołocuckow
Anton Gołocuckow (ros. Антон Сергеевич Голоцуцков;  ur. 28 lipca 1985 w Siewiersku) – rosyjski gimnastyk, dwukrotny brązowy medalista olimpijski, srebrny i brązowy medalista mistrzostw świata, pięciokrotny mistrz Europy.
Specjalizuje się w ćwiczeniach wolnych i skoku.

## Osiągnięcia
| Rok  | Zawody               | Miasto    | Miejsce | Konkurencja        | Punktacja |
| ---- | -------------------- | --------- | ------- | ------------------ | --------- |
| 2006 | Mistrzostwa Europy   | Wolos     | 1       | Ćwiczenia wolne    | 15.600    |
| 2006 | Mistrzostwa Europy   | Wolos     | 1       | Wielobój drużynowo | 272.225   |
| 2007 | Mistrzostwa Europy   | Amsterdam | 1       | Skok               | 16.537    |
| 2008 | Mistrzostwa Europy   | Lozanna   | 1       | Ćwiczenia wolne    | 15.700    |
| 2008 | Mistrzostwa Europy   | Lozanna   | 1       | Wielobój drużynowo | 272.450   |
| 2008 | Igrzyska olimpijskie | Pekin     | 3       | Ćwiczenia wolne    | 15.725    |
| 2008 | Igrzyska olimpijskie | Pekin     | 3       | Skok               | 16.475    |
| 2009 | Mistrzostwa świata   | Londyn    | 3       | Skok               | 16.287    |
| 2010 | Mistrzostwa świata   | Rotterdam | 2       | Skok               | 16.366    |
| 2011 | Mistrzostwa Europy   | Berlin    | 3       | Ćwiczenia wolne    | 15.325    |
| 2011 | Mistrzostwa Europy   | Berlin    | 3       | Skok               | 16.125    |